# Victor Dican
Victor-Robert Dican (n. 11 octombrie 2000, Râmnicu Vâlcea, România) este un fotbalist român, care joacă pe post de mijlocaș la FCV Farul Constanța în SuperLiga României.
Și-a făcut junioratul în Spania la CD Teruel, iar la vârsta de 8 ani s-a mutat în România. Este cotat la 650 de mii de euro, potrivit Transfermarkt.

## Cariera de club
Și-a făcut junioratul la Râmnicu Vâlcea, unde a trecut pe la mai multe echipe: CSM Râmnicu Vâlcea, FC Damila Măciuca etc.
În 2018, a făcut pasul la seniori, semnând cu Metalurgistul Cugir, echipă de liga a III-a, în tricoul căreia a bifat 26 de meciuri și a marcat de 3 ori.
În 2019 s-a transferat la FC Universitatea Cluj, echipă unde a evoluat în liga a II-a. În sezonul 2019-2020 a jucat 18 partide și a inscris 3 goluri, sezonul fiind întrerupt la jumătatea campionatului în urma pandemiei de COVID-19. Echipa a ajuns în optimile Cupei României, fiind învinsă de FCSB cu 1-0.